# 唐之屏
唐之屏（1559年—？），字君公，號曾城，直隸松江府華亭縣人，竈籍，明朝政治人物。隆慶五年進士唐本堯族子。

## 生平
萬曆十九年（1591年）辛卯科應天鄉試舉人，二十年（1592年）壬辰科三甲第一百八十六名進士。禮部觀政，二十一年授常山縣知縣，二十五年改調。

## 家族
曾祖唐傅；祖父唐自道；父唐世材。